# Bulbophyllum renkinianum
Bulbophyllum renkinianum är en orkidéart som först beskrevs av Émile Laurent, och fick sitt nu gällande namn av De Wild. Bulbophyllum renkinianum ingår i släktet Bulbophyllum och familjen orkidéer. Inga underarter finns listade i Catalogue of Life.